# 디 이소 프로필 에테르
디이소 프로필 에테르는 용매로서 사용되는 2급 에테르이다. 물에 약간 용해되지만 유기 용제와 섞일 수있는 무색의 액체이다. 그것은 extractant 및 oxygenate 가솔린 첨가제로 사용된다. 프로펜의 수화에 의한 이소프로판올 생산에서 부산물로 산업적으로 얻어진다. 디이소 프로필 에테르는 "DIPE"라는 약어로 표현되기도 한다.20 ℃에서, 디 에틸 에테르는 1 중량 %의 물을 용해 시키지만, 디이소 프로필 에테르(DIPE)는 단지 절반 정도만 용해시킨다. 이것은 극성 유기 화합물을 수용액, 예를 들어 물에서 제거하거나 추출하기위한 특수 용매로 사용된다. 페놀, 에탄올, 아세트산. DIPE는 antiknock 에이전트로 사용되었다.디이소 프로필 에테르는 장기간 공기 중에 서서 폭발성 과산화물을 형성 할 수 있다. 이 반응은 산소 원자 옆의 2차 탄소로 인해 에틸 에테르보다 더 쉽게 진행된다. 이 과정을 막기 위해 산화 방지제를 사용할 수 있다. 그러므로 저장된 용매는 과산화물의 존재를 더 자주 테스트해야한다. 과산화물은 황산 철 (II) 용액으로 에테르를 흔들어서 제거할 수 있다. 안전상의 이유로 메틸 tert- 부틸 에테르가 종종 대체 용매로 사용된다.